# Madeira Challenger 2 1988
Il Madeira Challenger 2 1988 è stato un torneo di tennis facente parte della categoria ATP Challenger Series nell'ambito dell'ATP Challenger Series 1988. Il torneo si è giocato a Madera in Portogallo dal 4 al 10 aprile 1988 su campi in cemento.

## Vincitori

### Singolare
Francisco Roig ha battuto in finale  Richard Fromberg che si è ritirato sul punteggio di 6–4, 1-0

### Doppio
Jason Stoltenberg /  Todd Woodbridge hanno battuto in finale  David Felgate /  Nick Fulwood con il punteggio di 6–2, 6–4